# Natuurreservaat Mokolodi
Het Natuurreservaat Mokolodi is een 5000 hectare groot natuurpark, gelegen op circa 10 kilometer afstand van Gaborone, de hoofdstad van Botswana. Deze non-profitorganisatie, opgericht in 1994, onderwijst schoolkinderen op het gebied van natuurbehoud en wildstand en beschikt tevens over een aantal toeristische faciliteiten. Er werken 72 medewerkers (2008), waarvan een groot deel afkomstig is uit het naastgelegen Mokolodi Village. Het reservaat is ook bekend uit de boekenreeks the no. 1 Ladies Detective Agency van de Britse schrijver Alexander McCall Smith.

## Flora en fauna
Naast diersoorten die van nature al in de regio voorkwamen, zoals het knobbelzwijn, de steenbok, de koedoe, de luipaard en verschillende soorten slangen zijn er ook een aantal soorten geherintroduceerd, zoals de zebra, giraffe, eland, struisvogel, nijlpaard en de witte neushoorn. Voor deze laatste dieren heeft het reservaat een voortplantingsprogramma en was het tevens betrokken bij de herintroductie van de witte neushoorn in de Okavango delta. Van de in totaal 105 witte neushoorns in Botswana, leven er 9 in Mokolodi. 

## Missie en visie
Het park is opgericht om (basis)schoolkinderen te onderwijzen over lokale flora, fauna en de invloed van klimatologische verandering op de omgeving. Dit onderwijs wordt gegeven door voltijds educatief medewerkers. Elk jaar bezoeken gemiddeld 14.000 schoolkinderen het educatieve centrum (2008). De visie is dat het educatieve programma wordt gefundeerd met inkomen uit toeristische activiteiten.